# ¡Khrustalyov, mi coche!
¡Jrustaliov, mi coche! (en ruso: Хрусталёв, машину!, romanizado: Jrustaliov, mashinu!) es una película rusa de 1998 dirigida por Alekséi Yúrievich Guerman y escrita por Svetlana Karmalita. Fue producida por Canal+, el Centro Nacional del Cine y la Imagen Animada, Goskinó, Lenfilm y la Compañía estatal de televisión y radioemisora de toda Rusia.

## Sinopsis
En el primer día de la fría primavera de 1953 se producen dos acontecimientos de gran importancia: el bombero Fedia Arámyshev es arrestado y "el más grande líder de todos los tiempos y pueblos", Iósif Stalin, es encontrado tendido en el suelo de su dacha.
Algún tiempo antes de estos incidentes se muestra la vida del general del servicio médico-militar Yuri Klensky. En la Unión Soviética, el complot de los médicos se desborda, pero el judío Klensky, animándose con una borrachera casi incesante, espera que la espada castigadora de la justicia soviética no le toque. Sin embargo, una serie de acontecimientos muestran que las esperanzas de Klensky son inútiles, y pronto se producirá el arresto. Al principio, el general se encuentra con su propio doble en el hospital, y luego en su casa hay un "extranjero" con la noticia de que supuestamente su pariente vive en el extranjero. Klensky, sospechando que se trata de una provocación, libera al "extranjero", pero un soplón local se las arregla para informar a tiempo al superior de la KGB sobre el contacto del médico con el extranjero.
Tras una larga estancia en prisión, Klensky es liberado pero no vuelve a ejercer la medicina. Al final de la película, siendo comandante de un tren, bebe felizmente y luego balancea un vaso de oporto sobre su cabeza afeitada.

## Reparto

### Principal
| - Yuri Tsurilo es el general Yuri Gueórguievich Klensky. - Nina Ruslánova es la esposa del general. - Mijaíl Deméntyev es el hijo del general. - Jüri Järvet Jr. es el reportero finlandés. - Aleksandr Bashírov es Fedia Arámyshev. - Paulina Myasnikova es la madre del general. - Víktor Petróvich Mijáilov es el conductor del general. - Nijolė Narmontaite es Sonya. - Olga Samóshina es la maestra. - Guenrietta Yanóvskaya es la hermana del general. - Evgeniy Vazhenin es un oficial. - Alekséi Zharkov es el gerente del ministerio de asuntos internos. - Aleksandr Lýkov es el conductor. - Yuriy Nífontov es Tólik. - Konstantín Vorobyov es el guardia. - Ali Misírov es Iósif Stalin. - Mulid Makóev es Lavrenti Beria. | - Víktor Stepánov es Terenty Fomich. - Vladímir Maschenko es el jefe de la GPU. - Valery Filónov es el agente de la KGB "Pobuzhinsky". - Nikolái Dick es el inspector. - Serguéi Diachkov es el cadete. - Serguéi Russkin es el oficial de la KGB. - Serguéi Lanbamin es el teniente. - Dmitri Prígov es el anestesiólogo. - Konstantín Jabenski es el músico de orquesta. - Mijaíl Trujín es el conductor. - Anatoly Shvedersky es un doctor. - Evgeny Filátov es un doctor. |

## Producción
La producción de Jrustaliov, mi auto! le llevó siete años al director Alekséi Yúrievich Guerman. Guerman pudo completar la película gracias a financiación francesa.

## Recepción
El largometraje fue estrenado en la edición número 51 del Festival de Cine de Cannes el 20 de mayo de 1998, como parte de la competición oficial para la Palma de Oro.

### Respuesta de la crítica
Durante el estreno de la película en Cannes, numerosos críticos abandonaron la proyección en desaprobación, debido a su narrativa obtusa y sus largas escenas de sátira visual. Sin embargo, el reconocido director Martin Scorsese, jurado en esa edición del festival, la consideró la mejor película exhibida en el evento ese año. Jacques Mandelbaum de Le Monde también alabó el largometraje, refiriéndose al mismo como un "retrato carnavalesco de la vida soviética" y afirmando que la cinta "desafiaba todas las categorías de gusto". J.-M. Duran del diario de la ciudad de Lyon Le Progrès se refirió a la cinta como "incomprensible, pero fascinante", comparando al director Guerman con el italiano Federico Fellini.
Tras su relanzamiento por Arrow Films en diciembre de 2018, la película fue alabada por la crítica especializada. El crítico británico Peter Bradshaw de The Guardian le dio a la película la máxima calificación, describiéndola como "una fantasía surrealista, una sátira política épica y nihilista de cinismo y violencia". Tara Brady de The Irish Times le dio cuatro estrellas sobre cinco posibles, afirmando que "la gente va y viene sin presentación ni aclaración, todos ellos están de acuerdo con la sombría visión del autor soviético sobre la humanidad."

## Premios
En los Premios de la Crítica del Cine Ruso de 1999, la película recibió el galardón en la categoría de mejor película y el director Guerman también fue premiado.